# O Melhor dos Melhores
O Melhor dos Melhores é uma série de compilações musicais produzida pela editora Movieplay Portuguesa dedicada a vários artistas portugueses.
Pode argumentar-se que nome não corresponde à realidade. Por exemplo em O Melhor dos Melhores, de Fausto, faltam temas como "O Barco Vai de Saída", "A Querra É a Guerra", "Por Este Rio Acima" ou "Navegar, Navegar!", todos do álbum Por Este Rio Acima que, tendo sido lançado em CD em 1984 pela editora CBS, não surge representado na referida compilação.
Entre os nomes representados estão: Conjunto Maria Albertina, Maria da Fé, Fernando Farinha, Vitorino, Manuel de Almeida, Tony de Matos, Simone de Oliveira, Teresa Silva Carvalho, Trio Odemira, Hermínia Silva, Ada de Castro, Artur Ribeiro, Quim Barreiros, Milú.

## Edições
- (01) - Alberto Ribeiro - (1994) O Melhor dos Melhores.[3]
- (02) - Amália Rodrigues - (1994) O Melhor dos Melhores.[4]
- (06) - Fernanda Baptista - (1994) O Melhor dos Melhores.[5]
- (19) - Paulo de Carvalho - (1994) O Melhor dos Melhores.[6][7]
- (29) - António Mourão - (1994) O Melhor dos Melhores.[8]
- (30) - Manuel de Almeida - (1994) O Melhor dos Melhores.[9]
- (34) - José Cid - (1994) O Melhor dos Melhores.[10]
- (39) - Fausto - (1994) O Melhor dos Melhores.[11]
- (42) - Sérgio Godinho - (1994) O Melhor dos Melhores.[12]
- (57) - Artur Garcia - (1995) O Melhor dos Melhores.[13]
- (59) - Vários - (1995) Melodias de Sempre Volume 2.[14]
- (68) - Deolinda Rodrigues - (1994) O Melhor dos Melhores.[15]
- (81) - Pedro Barroso - (1998) O Melhor dos Melhores.[16]
- (83) - Terra a Terra - (1998) O Melhor dos Melhores.[17]
- (90) - Paulo Alexandre - (1999) O Melhor dos Melhores.[18]
- (93) - Jorge Palma - (1998) O Melhor dos Melhores.[19]
- (94) - Quim Barreiros - (1998) O Melhor dos Melhores.[20]